# Dorsum Von Cotta
Das Dorsum Von Cotta ist ein Dorsum auf der nordöstlichen Mondvorderseite, das in nordsüdlicher Richtung durch das Mare Serenitatis verläuft. Er beginnt im Norden südlich des Kraters Linné und endet im Süden nördlich von Sulpicius Gallus, wo er auf Dorsum Buckland stößt.
Er wurde 1976 nach dem deutschen Geowissenschaftler Bernhard von Cotta benannt.